# Reichenau (Baden-Württemberg)
Reichenau is een gemeente in de Duitse deelstaat Baden-Württemberg, en maakt deel uit van het Landkreis Konstanz.
De gemeente bestaat voornamelijk uit het gelijknamige eiland in het Bodenmeer, maar er behoort ook een stuk vasteland toe.
Reichenau telt 5.360 inwoners.

## Geschiedenis
Zie het artikel over de Abdij van Reichenau
Aach · Allensbach · Bodman-Ludwigshafen · Büsingen · Eigeltingen · Engen · Gaienhofen · Gailingen am Hochrhein · Gottmadingen · Hilzingen · Hohenfels · Konstanz · Moos · Mühlhausen-Ehingen · Mühlingen · Öhningen · Orsingen-Nenzingen · Radolfzell am Bodensee · Reichenau · Rielasingen-Worblingen · Singen · Steißlingen · Stockach · Tengen · Volkertshausen